# Eßmühle
Eßmühle ist ein Weiler in der zum Landkreis Unterallgäu gehörenden Gemeinde Unteregg. Der Ort liegt 500 Meter nordwestlich von Unteregg auf einer Höhe von 700 Metern über Normalnull.
Eßmühle besteht aus acht Häusern und hat insgesamt etwa 20 Einwohner. Im Jahre 1471 gelangten Teile des Gutes Eßmühle an das Kloster Irsee, von dem sie durch Tausch noch im gleichen Jahr an die Herrschaft Stein kamen. 1838 sind 33 Einwohner aufgeführt, davon ein Müller, ein Ölschlager, ein Bauer, ein Söldner und ein Schreiner.
Durch Eßmühle fließt der Eßmühler Bach, der einen Kilometer nördlich des Ortes in die, in diesem Bereich auch Katzbruierbach genannte Westernach mündet.

## Sehenswürdigkeiten
Sehenswert in Eßmühle sind die bereits sehr alte Mühle und eine Tretanlage nach Kneipp. 